# 松松

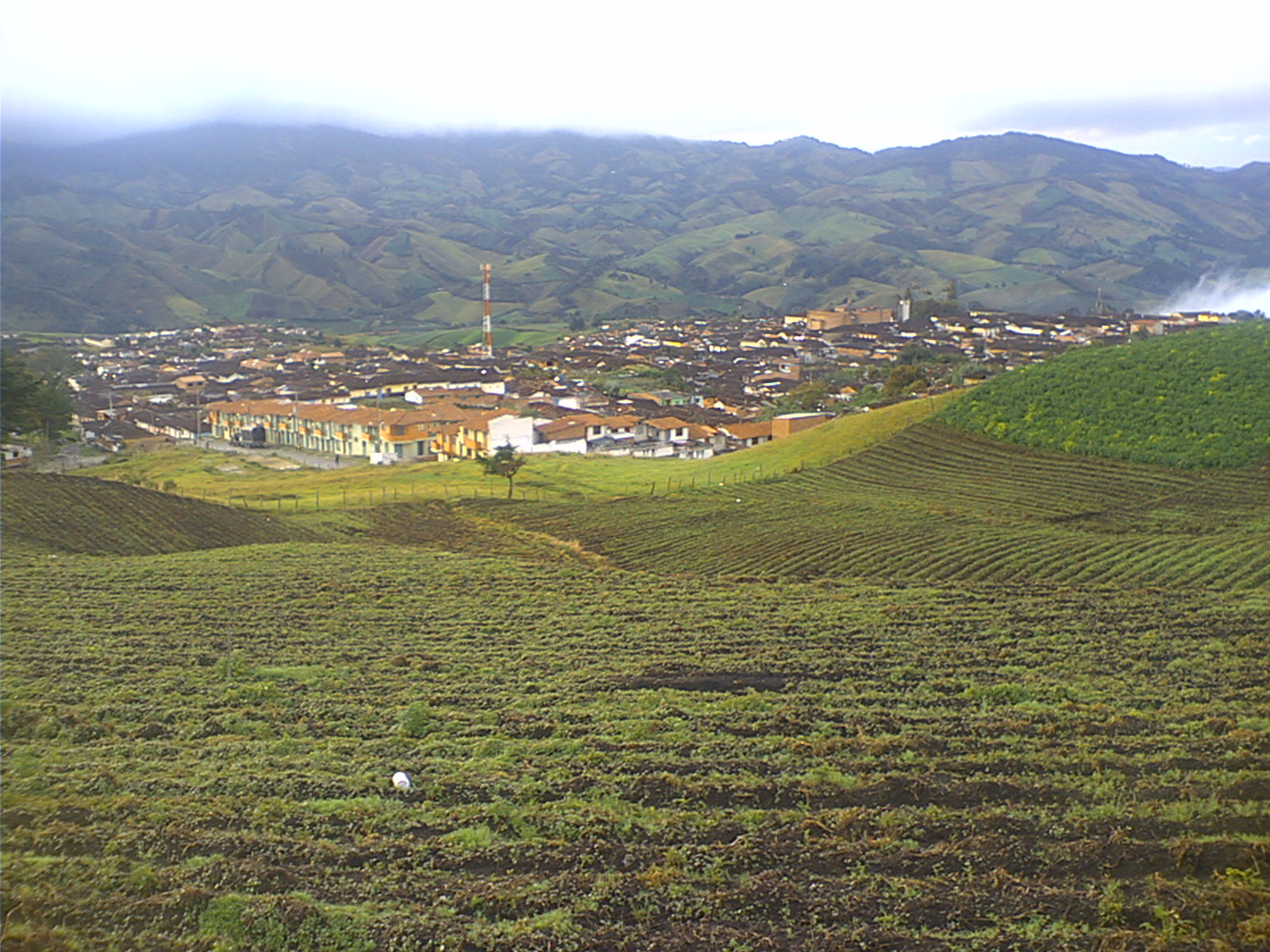

松松是哥倫比亞的城鎮，位於該國西北部，由安蒂奧基亞省負責管轄，距離首府麥德林95公里，始建於1800年，面積1,323平方公里，海拔高度2,475米，2005年人口38,359。
5°42′35″N 75°18′39″W / 5.70972°N 75.31083°W